# Green Flats (New York)
Green Flats is een rif in City Island Harbor in de borough The Bronx van New York. Het rif is gelegen tussen het eiland City Island en het onbewoonde Rat Island. Green Flats is alleen te zien bij laagtij en bevindt zich tijdens hoogtij geheel onderwater.